# 1609
1609 (MDCIX) fou un any començat en dijous segons el calendari julià en ús.

## Naixements
Països Catalans
- Setembre: Rafel Casamitjana i d'Erill, Conseller en cap

Resta del món
- 28 de juliol, Haarlem, Països Baixos: Judith Leyster, pintora holandesa de l'edat d'or (m. 1660).[1]

- Jiangsu (Xina): Wu Weiye (xinès tradicional: 吳 偉業; xinès simplificat: 吴 伟业; pinyin: Wú Wěiyè) polític i poeta xinès (m. 1671)

## Necrològiques
- 22 de setembre, Sanaüja: Andreu Capella, bisbe d'Urgell i copríncep d'Andorra (n. 1529).

## Esdeveniments
Països Catalans
- 4 d'abril: Expulsió dels moriscos decretada per Felip III. A proposta del Consell d'Estat d'Espanya, s'inicia la deportació completa dels moriscos, els descendents dels musulmans convertits al cristianisme, de tots els regnes de la península Ibèrica, començant pels del Regne de València.
- 3 de maig, Torroella de Montgrí, Principat de Catalunya: es consagra l'Església de Sant Genís.

Resta del món
- 12 d'abril: Les Províncies Unides (Flandes) s'independitzen de l'Imperi Espanyol.[2]
- 26 de juliol: Thomas Harriot dibuixa per primer cop el relleu de la Lluna.
- Lope de Vega escriu el Arte nuevo de hacer comedias en este tiempo.